# 豐樂縣 (夷州)
豐樂縣，是唐代夷州所屬的一個縣。其地當在今貴州省附近。
武德四年（621年），置夷州於思州寧夷縣，領豐樂縣等十三縣。貞觀元年（627年），廢夷州，豐樂縣同時省廢。